# Republiek der Zuid-Molukken
De Republiek der Zuid-Molukken (Maleis: Republik Maluku Selatan, RMS) is een op 25 april 1950 op het eiland Ambon uitgeroepen onafhankelijke republiek in de Zuid-Molukken. De RMS werd uitgeroepen door Zuid-Molukse leiders die zich verzetten tegen de integratie van de Molukken in de Republiek Indonesië, nadat de Verenigde Staten van Indonesië (RIS) werden ontbonden en de deelstaat Oost-Indonesië (Negara Indonesia Timur, NIT) werd opgeheven.
De Indonesische regering beschouwde de RMS als een illegale afscheiding en onderdrukte de beweging militair. In november 1950 nam Indonesië de controle over Ambon over en in 1952 werd het RMS-verzet grotendeels beëindigd. 
Sindsdien bestaat de RMS-regering in ballingschap in Nederland, waar de beweging politiek en cultureel van betekenis bleef binnen de Molukse gemeenschap.

## Geschiedenis

### Oorsprong
Op 27 december 1949 droeg Nederland de soevereiniteit van Nederlands-Indië met uitzondering van Nieuw-Guinea over aan de Republik Indonesia Serikat (RIS), oftewel de Verenigde Staten van Indonesië, na daarover afspraken gemaakt te hebben op de zogenaamde Nederlands-Indonesische rondetafelconferentie van 1949. De Zuid-Molukken maakten toen als daerah (provincie) deel uit van de deelstaat Oost-Indonesië. Spoedig na de onafhankelijkheid begon Indonesië onder president Soekarno met het opheffen van de federale structuur. Chris Soumokil (van Molukse afkomst, zijn vader kwam van Saparua), die als minister van Justitie en waarnemend premier een belangrijke rol had gespeeld in de regering van de deelstaat Oost-Indonesië, was de drijvende kracht achter verschillende pogingen de deelstaat overeind te houden, zoals de militaire coup van Andi Aziz en een poging tot het stichten van een onafhankelijke staat Oost-Indonesië (april 1950). Toen dat mislukte en de deelstaat zich onderwierp aan de door republikeinen gedomineerde centrale regering, week hij uit naar Ambon, legde contact met een andere Molukse federalist J.A. Manusama en op hun initiatief werd op 24 april de RMS uitgeroepen en op 25 april door het het hoofd van de daerah Zuid-Molukken (kepala daerah) Johanis Hermanus Manuhutu de RMS geproclameerd. Soumokil wilde dat het hoofd de proclamatie deed en president werd met het oog op internationale erkenning.
Het recht op onafhankelijkheid was in principe op de Nederlands-Indonesische rondetafelconferentie van 1949 erkend, maar de praktische uitvoering ervan moest aan nogal wat voorwaarden voldoen (zoals een plebisciet en overleg met de deelstaten). De aanhang van de RMS is niet goed meer in te schatten. Er zijn schattingen van 50 tot 70% (op Ambon). Er was ook een substantiële republikeinse aanhang: bij verkiezingen voor de Zuid-Molukkenraad was de republikeinse partij (PIM) nogal succesvol. Ook 'kepala daerah' Manuhutu was oorspronkelijk republikeinsgezind. De landing van APRIS-troepen in Makassar, de dreigende opheffing van de deelstaat Oost-Indonesië en geruchten over een landing van APRIS-troepen op Ambon waren van grote invloed op de publieke opinie, waardoor wellicht een toenemende aanhang van de RMS ontstond. Sommige getuigen beweren dat de proclamatie is gebeurd onder fysieke bedreiging van (ex-)KST-militairen, wat door anderen weer wordt ontkend. Er is nooit bewijs gevonden voor fysieke bedreigingen.
Op dat moment bestond de leiding van de RMS uit onder andere uit:
- president: districtsbestuurder J.H. Manuhutu (tot 3 mei 1950)
- premier: Albert Wairisal
- minister van Buitenlandse Zaken: Chris Soumokil (vanaf 3 mei 1950 president)
- minister van Onderwijs: J.A. Manusama (twee maanden later ook minister van Defensie)

Op 17 augustus 1950 riep president Soekarno de Indonesische eenheidsstaat uit en na onderhandelingen en een blokkade begon het Indonesische leger op 28 september met de invasie van Ambon. Via het toen nog bij het Koninkrijk der Nederlanden behorende Nieuw-Guinea werd tevergeefs militaire steun gezocht bij Nederland, maar ook bij de Verenigde Staten en Australië. Ruim een maand na het begin van de invasie viel op 5 november de hoofdstad Ambon in handen van het Indonesische leger. De RMS-regering week begin december uit naar het nabijgelegen eiland Ceram om van daar uit de strijd voort te zetten. Onder leiding van Soumokil werd op dit eiland de guerrillaoorlog voortgezet.
In 1951 kwamen op dienstbevel bijna 4000, vooral Zuid-Molukse, KNIL-militairen met hun familie (in totaal ongeveer 12.500 personen) naar Nederland voor wat bedoeld was als een tijdelijk verblijf. Dit na het krijgen van de status van leden van de Nederlandse Koninklijke Landmacht; in het dienstbevel stond dat overbrenging 'noodzakelijk' was. Daarentegen was het de wens van de Molukse militairen om overgebracht te worden naar hun land, de Zuid-Molukken, om zich aan te sluiten bij het leger dat onder leiding stond van Soumokil. In Nederland aangekomen werden alle militairen ontslagen en kregen de status "Statenloos". Na de Tweede Wereldoorlog was in Nederland een grote woningnood en omdat het om tijdelijke vestiging zou gaan, werden deze families ondergebracht in woonoorden zoals de voormalige concentratiekampen Westerbork en Vught.
Indonesische militairen arresteerden Soumokil op 2 december 1963 op het eiland Ceram, waarna de guerrillaoorlog snel ten einde liep. Op 11 maart 1966 nam generaal Soeharto in Indonesië de macht over van Soekarno en een maand later, op 12 april 1966, werd Soumokil geëxecuteerd. Na deze executie werd de in Nederland wonende Manusama president in ballingschap van de RMS. Door 'generaal' I.J. Tamaëla werd echter enkele jaren later eveneens het presidentschap van de RMS opgeëist al was zijn aanhang kleiner dan die van Manusama.

### Radicalisering in Nederland

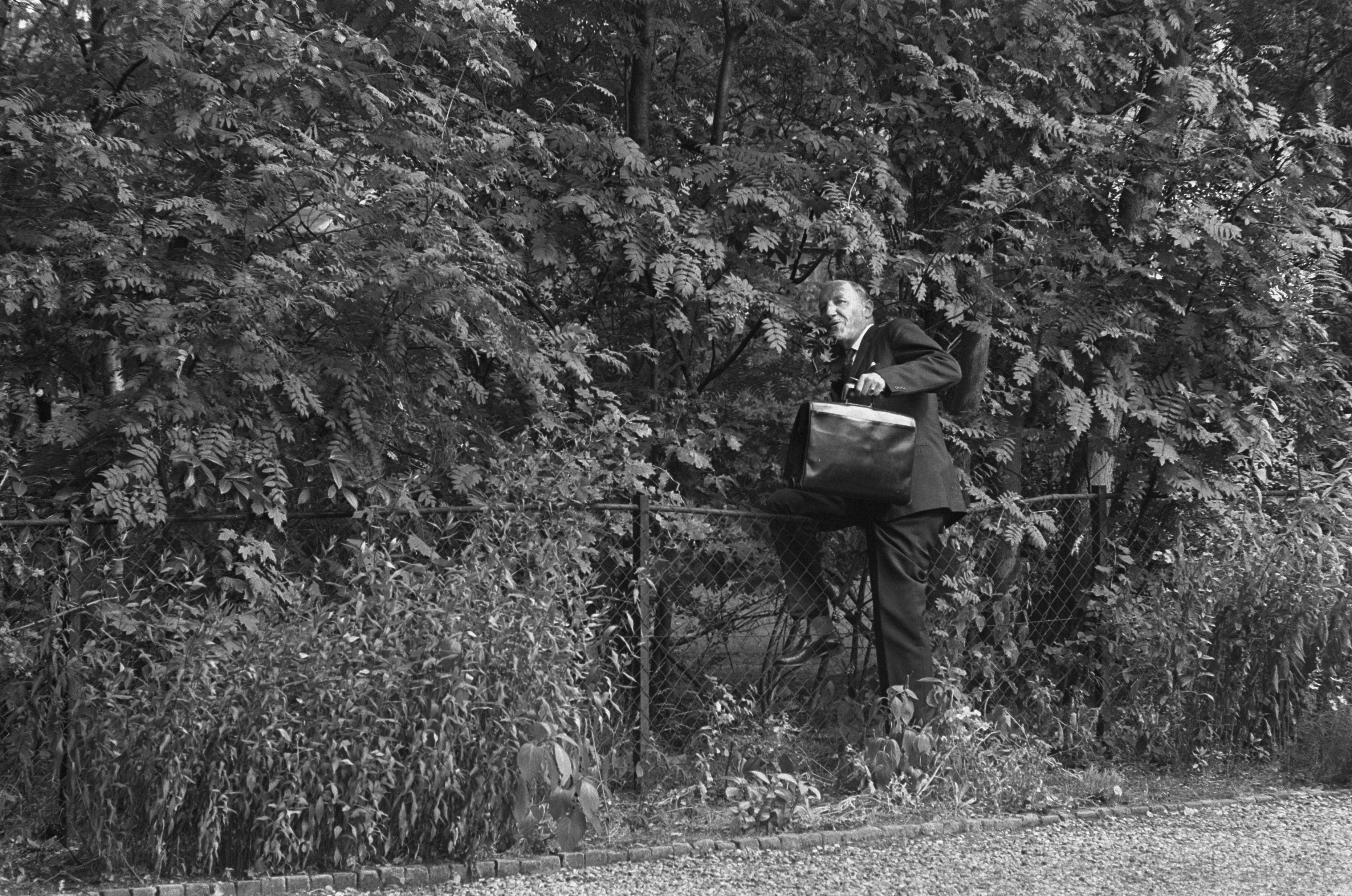
Minister Luns klimt over een hek bij het verlaten van de bezette woning van Indonesische ambassadeur (1970)

Manusama was niet in staat de radicalisering van vooral de jongeren binnen de Zuid-Molukse gemeenschap in Nederland in de hand te houden.
- 1966 – Uit woede over de executie van Soumokil volgde in de nacht na aankomst van de weduwe van Soumokil met hun zoontje Tommy in Nederland op 26 juli 1966 een brandstichting van de Indonesische ambassade in Den Haag. Deze brandstichting vormde het begin van de radicalisering.
- 1970 – Zuid-Molukse jongeren bezetten op 31 augustus de woning van de Indonesische ambassadeur in Wassenaar. Een politieman (Hans Moolenaar) stierf bij deze actie.
- 1975
  - In het voorjaar van 1975 was er een mislukte poging Juliana te gijzelen.
  - Van 2 december tot 14 december was er een treinkaping bij Wijster en vanaf 4 december was er tevens de bezetting van het Indonesische consulaat in Amsterdam. Hierbij viel een dode, een consulaatmedewerker die vergeefs had geprobeerd te vluchten. Bij Wijster stierven drie passagiers bij vier pogingen tot executie. De vierde passagier, Rob de Groot, wist zijn executie te overleven door zich voor dood te houden.[4]
- 1977 – Op 23 mei begon de treinkaping bij De Punt en tegelijkertijd de gijzeling in een lagere school in Bovensmilde. Aan beide acties werd op 11 juni door politie en leger met geweld een eind gemaakt. Er vielen geen slachtoffers in Bovensmilde. Bij De Punt stierven zes kapers en twee passagiers. Zes passagiers raakten gewond.
- 1978 – De laatste gewelddadige actie in Nederland waarbij doden vielen was de gijzeling in het provinciehuis in Assen. Op de eerste dag (13 maart) werd een ambtenaar doodgeschoten. Een dag later volgde de bestorming door politie en leger waarmee de gijzeling beëindigd werd, maar waarbij een tweede ambtenaar verwondingen opliep waaraan hij weken later zou overlijden. Tijdens deze acties traden onder andere Manusama, ds. Metiarij, dr. Tan en mevrouw Soumokil op als bemiddelaar.
- 2000 – Tijdens de dodenherdenking op de Dam van 4 mei 2000 waren er verscherpte veiligheidsmaatregelen, met name waren scherpschutters van de politie op de daken van de gebouwen rond de Dam te zien. Op 4 mei 2009 bevestigde Joop van Riessen, oud-hoofdcommissaris van de Amsterdamse politie, in het televisieprogramma NOVA dat er die dag een melding was binnengekomen dat een Molukse groepering tijdens de herdenking een actie zou hebben gepland.

Er is in de jaren tachtig achter de schermen hard gewerkt aan ontspanning in de Nederlands-Molukse relaties. Dat resulteerde onder andere in de Rietkerk-uitkering en de Herdenkingspenning komst Ambonezen naar Nederland (Rietkerkpenning).

### Tutuhatunewa en Wattilete
In april 1993 droeg de toen 82-jarige Manusama het leiderschap van de RMS over aan de gepensioneerde arts Frans Tutuhatunewa. In 2001 kwam Tutuhatunewa in het nieuws toen bleek dat de RMS financiële steun verleende aan het verzet op de Zuid-Molukken, waarbij hij niet wilde uitsluiten dat dat geld ook gebruikt zou kunnen worden voor de aankoop van wapens. Na het ontslag in april 2001 van Frieda Souhuwat-Tomasoa en Otto Matulessy werden in april 2004 John Pesulima en Wim Sopacua aan het kabinet toegevoegd. Premier werd John Wattilete. Op 17 april 2010 werd Wattilete beëdigd als nieuwe president van de RMS. Hiermee bestaat de gehele leiding van de RMS uit Molukkers die in Nederland geboren zijn.

### Voorgenomen staatsbezoek president van Indonesië aan Nederland
Omdat de regering in ballingschap een kort geding had aangespannen tegen Susilo Bambang Yudhoyono, is een voor 6 oktober 2010 gepland staatsbezoek uitgesteld tot een nader te bepalen datum.

## Symboliek

### Volkslied
Door de geschiedenis heen zijn er twee volksliederen gebruikt. Een daarvan Maluku, Tanah Airku (De Molukken, Mijn Vaderland) bevindt zich op Wikisource. Het Hena Masa Waja was het eerste volkslied en werd op 25 april 1950 gezongen na de proclamatie van de RMS. Ondanks de latere invoering van het lied Maluku Tanah Airku als officieel volkslied, heeft het Hena Masa Waja haar sentimentele waarde behouden en wordt het nog vaak ten gehore gebracht op ceremoniële bijeenkomsten.

### Staatswapen
Het officiële staatswapen van de RMS werd in 1950 door de regering vastgesteld. Het vertoont de 'pombo', een Molukse duif. De Molukse cultuur is rijk aan symboliek en bijgeloof en als er een witte duif wordt gesignaleerd bij een belangrijke gebeurtenis, ziet men dit als een goed voorteken.

### Het deviesMena muria
De wapenspreuk van de Republik Maluku Selatan, Mena muria, zou van prehistorische origine zijn. Destijds werd de kreet gebruikt bij het geven van bevelen aan de prauwroeiers (Mena muria, Voor en achter). Deze roeiers hadden een soort eigen clan of gemeenschap. Er zijn ook theorieën over een andere herkomst, zo wordt er gesproken over een groep verzetsstrijders uit de bergen waar menig Japanner, tijdens de Japanse bezetting in de Tweede Wereldoorlog, maar liever bij uit de buurt bleef.
Zij zouden het devies gebruiken in de zin van: Ik ga, wij volgen! Vrij vertaald betekent Mena muria: Een voor allen, allen voor een!